# Derjan
Derjan é uma comuna (em albanês:  komuna) da Albânia localizada no distrito de Mat, prefeitura de Dibër.